# Mounia Gasmi
Mounia Gasmi (in arabo مونية قاسمي‎?; Batna, 2 maggio 1990) è un'atleta paralimpica algerina specializzata nel getto del peso e nel lancio della clava. Compete nella categoria F32.

## Biografia
La sua prima partecipazione a una manifestazione di livello internazionale fu nel 2011, quando prese parte ai campionati del mondo di atletica leggera paralimpica di Christchurch, dove si classificò nona nel getto del peso F32-34, mentre concluse la gara del lancio della clava F31/32/51 con sei lanci nulli.
Nel 2012 partecipò ai Giochi paralimpici di Londra, che la videro settima nel getto del peso F32-34 e seconda nel lancio della clava F31/32/51. L'anno successivo, ai mondiali paralimpici di Lione fu medaglia d'argento nel getto del peso F32-34 con la misura di 6,01 m, che fu la migliore prestazione mondiale stagionale, nonché record africano; nel lancio della clava F31/32/51 si classificò invece quarta.
Ai campionati del mondo di atletica leggera paralimpica di Doha 2015 fu medaglia d'argento nel getto del peso F32 e nel lancio della clava F32. Un'altra medaglia d'argento arrivò ai Giochi paralimpici di Rio de Janeiro 2016 nel lancio della clava F32, mentre nel getto del peso F32 si classificò quarta.
Nel 2017 si laureò campionessa mondiale del lancio della clava F32 ai campionati del mondo paralimpici di Londra, che la videro anche quinta nel getto del peso F32. Ai mondiali paralimpici di Dubai 2019 conquistò la medaglia d'argento nel lancio della clava F32 e quella di bronzo nel getto del peso F32.
Nel 2021 ha conquistato la medaglia di bronzo nel lancio della clava F32 ai Giochi paralimpici di Tokyo 2021.

## Progressione

### Getto del peso F32
| Stagione | Misura | Luogo     | Data       | Rank. Mond. |
| -------- | ------ | --------- | ---------- | ----------- |
| 2019     | 6,22 m | Dubai     | 11-11-2019 | 3ª          |
| 2018     | 5,51 m | Marrakech | 28-4-2018  | 5ª          |
| 2017     | 5,75 m | Marrakech | 6-5-2017   | 4ª          |
| 2016     | 5,99 m | Tahanaout | 5-5-2016   | 2ª          |
| 2015     | 5,09 m | Dubai     | 22-2-2015  | 2ª          |
| 2014     | 4,86 m | Tunisi    | 16-6-2014  | 3ª          |
| 2013     | 6,01 m | Lione     | 26-7-2013  | 1ª          |
| 2012     | 5,65 m | Algeri    | 24-5-2012  | 4ª          |
| 2011     | 5,62 m | Tunisi    | 29-6-2011  | 4ª          |

### Lancio della clava F32
| Stagione | Misura  | Luogo          | Data       | Rank. Mond. |
| -------- | ------- | -------------- | ---------- | ----------- |
| 2019     | 25,69 m | Dubai          | 27-2-2019  | 2ª          |
| 2018     | 21,19 m | Marrakech      | 27-4-2018  | 3ª          |
| 2017     | 25,85 m | Dubai          | 22-3-2017  | 1ª          |
| 2016     | 25,41 m | Rio de Janeiro | 9-9-2016   | 2ª          |
| 2015     | 22,54 m | Doha           | 22-10-2015 | 2ª          |
| 2014     | 22,03 m | Tunisi         | 17-6-2014  | 2ª          |
| 2013     | 21,89 m | Lione          | 24-7-2013  | 2ª          |
| 2012     | 22,51 m | Londra         | 1-9-2012   | 2ª          |
| 2011     | 20,91 m | Tunisi         | 27-6-2011  | 2ª          |

## Palmarès
| Anno | Manifestazione       | Sede           | Evento                       | Risultato | Prestazione | Note                                                      |
| ---- | -------------------- | -------------- | ---------------------------- | --------- | ----------- | --------------------------------------------------------- |
| 2011 | Mondiali paralimpici | Christchurch   | Getto del peso F32-34        | 9ª        | 5,36 m      | Record africano                                           |
| 2011 | Mondiali paralimpici | Christchurch   | Lancio della clava F31/32/51 | nm        | nm          |                                                           |
| 2012 | Giochi paralimpici   | Londra         | Getto del peso F32-34        | 7ª        | 5,56 m      |                                                           |
| 2012 | Giochi paralimpici   | Londra         | Lancio della clava F31/32/51 | Argento   | 22,51 m     | Miglior prestazione personale                             |
| 2013 | Mondiali paralimpici | Lione          | Getto del peso F32-34        | Argento   | 6,01 m      | Record africano · Miglior prestazione mondiale stagionale |
| 2013 | Mondiali paralimpici | Lione          | Lancio della clava F31/32/51 | 4ª        | 21,89 m     |                                                           |
| 2015 | Mondiali paralimpici | Doha           | Getto del peso F32           | Argento   | 4,54 m      |                                                           |
| 2015 | Mondiali paralimpici | Doha           | Lancio della clava F32       | Argento   | 22,54 m     | Miglior prestazione personale                             |
| 2016 | Giochi paralimpici   | Rio de Janeiro | Getto del peso F32           | 4ª        | 3,99 m      |                                                           |
| 2016 | Giochi paralimpici   | Rio de Janeiro | Lancio della clava F32       | Argento   | 25,41 m     | Miglior prestazione personale                             |
| 2017 | Mondiali paralimpici | Londra         | Getto del peso F32           | 5ª        | 4,58 m      |                                                           |
| 2017 | Mondiali paralimpici | Londra         | Lancio della clava F32       | Oro       | 25,07 m     |                                                           |
| 2019 | Mondiali paralimpici | Dubai          | Getto del peso F32           | Bronzo    | 6,22 m      | Miglior prestazione personale                             |
| 2019 | Mondiali paralimpici | Dubai          | Lancio della clava F32       | Argento   | 23,45 m     |                                                           |
| 2021 | Giochi paralimpici   | Tokyo          | Lancio della clava F32       | Bronzo    | 23,29 m     |                                                           |